# Thecla viridis
Thecla viridis är en fjärilsart som beskrevs av Percy I. Lathy 1930. Thecla viridis ingår i släktet Thecla och familjen juvelvingar. Inga underarter finns listade i Catalogue of Life.